# Chelypus macroceras
Chelypus macroceras – gatunek solfugi z rodziny Hexisopodidae i rodzaju Chelypus

## Taksonomia
Gatunek został opisany w 1933 roku przez Carla F. Roewera jako Siloanea macroceras. W 1981 Wharton przeniósł go nowo utworzonego rodzaju Chelypus, czyniąc z niego gatunek typowy.

## Występowanie
Gatunek jest endemitem Zambii.